# Іноземна допомога Ефіопії
Після Другої світової війни Ефіопія стала отримувати економічну допомогу від розвинених країн для розвитку власної економіки. Спочатку основним економічним донором для Ефіопії було Сполучене Королівство. В 1952 його змінили США. За приблизними оцінками, у 1950—1970 Ефіопія отримала 600 млн дол. закордонної допомоги, з них 212 млн дол. від США, 100 млн дол. від СРСР і 121 млн дол. від Світового банку за підтримки США. Але також не варто забувати допомогу таких країн, як Швеція, яка навчала імператорських охоронців та брала участь в інвестиційних проєктах у транспорті, та Індії, яка навчала велику кількість викладачів та працівників соціальної сфери.
Однак зі встановленням в Ефіопії військового режиму ця допомога припинилася, за винятком гуманітарної допомоги під час посухи та голоду. Знову потік економічної допомоги відновився на початку 1990-х, у період реконструкції країни та стабілізації політичної обставини. Але під час війни з Еритреєю ця допомога знову скоротилася.
У XXI столітті почалося відновлення великої допомоги та позик Ефіопії від США, Японії, окремих європейських країн, Світового банку, Європейського союзу та Африканського банку розвитку. У 2001 обсяг цієї допомоги становив 1,6 млрд дол.
У 2001 Ефіопія включена до спільної програми Світового банку та Міжнародного валютного фонду, метою якої було скорочення або повна ліквідація заборгованості найбідніших країн перед такими організаціями, як Світовий банк або іншими країнами-кредиторами. Що стосується Ефіопії програма покликана стабілізувати платіжний баланс країни й цим вивільнити кошти на розвиток. Перші кроки на шляху до цієї мети були зроблені ще в 1999, коли Росія та США пробачили Ефіопії борг у 5 млрд дол., що скоротило загальну зовнішню заборгованість Ефіопії вдвічі.
У листопаді 2007 журнал The Economist повідомив про те, що в ході перевірок виявили безліч фактів корупції в процесі розподілу іноземної допомоги. Проте наведено безліч фактів, що свідчать про поліпшення якості життя в деяких районах. Хоча, як і раніше, багато мільйонів ефіопів живуть у крайній бідності.